# هور عفك
هور عفك يقع هذا الهور بين عفك والديوانية ويتكون من مياه شط الحلة هي المنطقة التي تقع في محيط مدينة عفك الحالية وتمتد إلى منتصف المسافة بينها وبين مدينة الديوانية غربا وبينها وبين ناحية سومر شمالا ويمتد جنوبا إلى ناحية البدير وشرقا إلى مدينة نفر الأثرية وباتجاه هور الدلمج, وقد جف هذا الهور على امتداد النصف الثاني من القرن العشرين وحتى بداية سبعيناته، حيث كانت توجد الكثير من المساحات المائية وآثارها والتي استغل بعضها بالزراعة لاحقا وبعضها الآخر أصبح أراضٍ ملحية غير صالحة للزراعة.
من الأرجح أن هذا الهور كان نتيجة ارتفاع مناسيب مياه نهر الديوانية المتفرع من الفرات الذي يشكل امتداده الآن نهر عفك الواصل إلى ناحية البدير, كذلك هو نتيجة فيضانات نهر دجلة المستمرة إبان تلك الأزمنة.